# Ordas
Ordas é um município da Hungria, situado no condado de Bács-Kiskun. Tem 16,52 km² de área e sua população em 2015 foi estimada em 419 habitantes.